# Наседное пятно
Наседное пятно — у птиц — неоперённый участок кожи тела с развитыми кровеносными сосудами, которым птица прижимается к яйцам и согревает их.
Образуется у насиживающих кладку яиц птиц на животе и нижней части груди вследствие выпадения пуха и части оперения. У курообразных, ракшеобразных, дятловых, воробьиных и многих других образуется одно наседное пятно; у чистиков образуются два небольших пятна (у кайр они сливаются); у чайковых — три. У императорского и королевского пингвинов в нижней части живота образуются складки кожи — своеобразный мешок, прикрывающий яйцо. У гусеобразных наседных пятен не образуется, но перед периодом откладки яиц у самок на брюхе вырастает длинный пух, который птица выщипывает, устилая им гнездо.
В коже наседного пятна увеличивается капиллярная сетка, поэтому его температура на 1—2 °C выше, чем на других участках кожи. Когда птица садится на кладку, она прижимается к яйцам наседным пятном, что усиливает их обогрев. Олуши, не имеющие наседных пятен, накрывают яйца плавательными перепонками расправленных пальцев лапок. Пингвины и кайры, которые не строят гнезда, часто подсовывают под яйцо лапы. Всё это обеспечивает нагрев верхней части яйца, где находится зародыш.
У гнездовых паразитов, таких как кукушка, наседные пятна не образуются.